# Cristo alla colonna (Bramante)
Il Cristo alla colonna è un dipinto a  olio su tavola (93×62 cm) attribuito a Donato Bramante, databile al 1490 circa e conservato nella Pinacoteca di Brera di Milano.

## Storia
Il Cristo alla colonna, che è considerata la migliore opera di Bramante in pittura, venne commissionata dall'abbazia di Chiaravalle nei pressi di Milano. Si tratta dell'unico dipinto su tavola conosciuto di Bramante. 
L'opera si trova in galleria dal 1915, su deposito dall'abbazia, dove è stata sostituita da una copia.
Il 15 gennaio 2017, in seguito ad un malfunzionamento dell'impianto di riscaldamento, l'opera, insieme ad un'altra quarantina, ha subito dei danni a causa dello sbalzo di temperatura. È stata subito portata al laboratorio del museo per essere restaurata.

## Descrizione e stile
Nell'opera è illustrato Cristo legato alla colonna (in questo caso un pilastro ornato con decorazione classicheggiante a bassorilievo) prima di essere flagellato. L’inquadratura molto vicina rende un'emozione molto forte, accentuando la già struggente scena e creando, nel complesso, un'atmosfera di fortissima tensione psicologica. Ancor più i dettagli, come la corda che penzola dal collo del Cristo, contribuiscono a creare quella notevole apprensione emotiva che scaturisce dall'intera composizione. Il procedimento con cui si dà l'idea di un vasto spazio colonnato è, in pratica, lo stesso usato nell'architettura del finto coro di Santa Maria presso San Satiro: l'estensione degli elementi principali oltre i confini del dipinto e il suggerimento della distanza tra primo piano e sfondo.
Il modellato classico del corpo di Cristo rimanda alla cultura urbinate da cui proveniva artisticamente Bramante, mentre altri dettagli dimostrano una seconda contaminazione con spunti della pittura fiamminga, quali la doppia illuminazione (frontale, in questo caso orientata da sinistra a destra, e dalla finestra sullo sfondo), la veduta che sfuma in lontananza, l'attenzione minuziosa al dettaglio. In questo senso spicca lo studio sulla luce, che crea una miriade di riflessi colorati, come in quelli rossicci e azzurrini nei capelli e nella barba del Cristo. 
Alcuni dettagli rimandano all'influenza di Leonardo, quali lo studio delle potenzialità espressive del volto, oppure alcuni particolari di estremo realismo come le carni strette dalle corde o le lacrime trasparenti.
Sul davanzale è appoggiata una pisside dorata, un rimando all'eucaristia, che palesa il senso del sacrificio di Cristo.
Alcuni studiosi, come William Suida, ritengono il dipinto più plausibilmente opera di Bramantino che di Bramante.